# Nifty Archive
De Nifty Archive is een Amerikaanse website die een verzameling erotische verhalen aanbiedt. De website wordt beheerd door de Nifty Archive Alliance, een non-profitorganisatie erkend als 'goed doel' door de Amerikaanse belastingdienst, de Internal Revenue Service.

## Geschiedenis
De Nifty Archive begon als een persoonlijke verzameling van verhalen en foto's die via een anonieme FTP-server op de Carnegie Mellon University (CMU). De verzameling werd beheerd door een student van de CMU die later medewerker van de universiteit werd. In 1993 nam de huidige webmaster van Nifty contact op met initiator 'Chris' en bood zijn hulp en ondersteuning aan. In maart van dat jaar begonnen ze met de enorme klus om structuur aan te brengen in de grote verzameling (via upload) ingezonden verhalen en het combineren van gefragmenteerde verhalen.
In april 1993 waren de beheerders genoodzaakt de openbare toegang tot de site te blokkeren, omdat Chris, zijn postmaster en ook zijn werkgever lastig werden gevallen met dreigende en beledigende e-mailtjes met betrekking tot de FTP-site. De CMU verzocht de beheerders de toegang tot de website te beperken en de gepubliceerde foto's te verwijderen, omdat vele daarvan auteursrechtelijk beschermd waren. Tevens bestond er geen systeem om ongewenst bezoek van minderjarigen te voorkomen. De universiteit gaf Chris later wel toestemming om de verhalensectie van de site weer algemeen toegankelijk te maken.
Vanaf juni 1994 startte Nifty tevens de ondersteuning van het Gopher-protocol en een jaar later werd de FTP-toegang beperkt om de enorme processorbelasting van de server te verlichten. Eind 1995 werd het archief via het internet toegankelijk en werd er een HTML-homepage gemaakt voor eenvoudigere toegang tot de verhalen. In 1996 verliet Chris de universiteit en partner 'David' riep de internetgemeenschap op te helpen voor het archief een nieuw onderkomen te vinden. Slechts enkele toezeggingen tot hulp hielden stand en beloften van individuelen bleken loos. Voorts werd dat jaar de Communications Decency Act (CDA) aangenomen, waardoor de website gedwongen werd een systeem voor leeftijdscontrole te gaan gebruiken.
Deze ontwikkelingen leidden tot het sluiten van de website, maar kort nadat de CDA ongrondwettig was verklaard en het archief ruimte aangeboden had gekregen bij The Gay Café kon de site een nieuwe start maken, waarbij tegelijkertijd verschillende protocollen in gebruik werden genomen om ongewenst bezoek van minderjarigen te voorkomen.
In 1997 ondervond de website opnieuw tegenslag, doordat gastheer The Gay Café onenigheid had met zijn internetprovider en daardoor de site en alle mirrorsites moest sluiten. Een hernieuwde roep van David om hulp resulteerde in de vondst van extra mirrorsites die grote bezoekersaantallen aankonden, en sindsdien is het archief online gebleven.

## Huidige organisatie
In april 2000 werd de Nifty Archive Alliance formeel opgericht als non-profitorganisatie. In maart 2001 concludeerde de Amerikaanse belastingdienst, de IRS, dat de NAA een ideële organisatie was en recht op bepaalde belastingvrijstellingen had, zodat alle donaties van (legale) inwoners van de VS volledig aftrekbaar zijn van de inkomstenbelasting.

## Verzameling
Van oorsprong bevatte het archief een verzameling van homo-erotische afbeeldingen en verhalen. Omdat veel van de (overwegend) gescande foto's en andere afbeeldingen auteursrechtelijk beschermd bleken te zijn en er geen enkele vorm van toegangsrestrictie voor minderjarigen bestond, moesten alle afbeeldingen uit het archief verwijderd worden.
Tegenwoordig bevat de website niet alleen homo-erotische verhalen, maar ook andere typen erotische lectuur of literatuur. Elk gepubliceerd verhaal is voorzien van een of meer kenmerken. Bezoekers kunnen de website doorzoeken op datum, auteur en genre volgens de hierboven genoemde kenmerken. De hoofdcategorieën zijn:
- homoseksueel, mannen
- lesbisch
- biseksueel
- transseksueel / transgender
- bestialiteit
- informatief[2]

De meeste van deze hoofdcategorieën zijn vervolgens weer onderverdeeld in vaste subgenres, zodat bezoekers verhalen kunnen zoeken op basis van hun specifieke voorkeuren of interesses. Een enkel verhaal kan hierdoor voorkomen in verschillende lijsten. Een verhaal dat bijvoorbeeld gaat over twee studenten die op de campus hun eerste bondage-experimenten uitvoeren, zal dan voorkomen in de genres eerste ervaringen, studentenleven en bondage/SM.
Het indexeren en voorzien van kenmerken van alle verhalen wordt uitsluitend gedaan door David (behalve de zogenaamde transgender-categorie, die een eigen indexeerder heeft). Overigens kunnen de auteurs die hun verhalen uploaden voor publicatie hem wel helpen door hun verhalen te voorzien van de gebruikte groeps- en genre-kenmerken.
Anno juni 2009 bevatte het algemene archief ongeveer 150.000 bestanden, samen bijna 3,5 GB. groot.

## Nieuwe verhalen
Nifty biedt auteurs van erotische verhalen een platform om hun eigen verhalen te publiceren. Schrijvers kunnen hun verhalen uploaden en na controle en indexering zullen deze op de website verschijnen. Wanneer iemand een verhaal opstuurt, accepteert hij de voorwaarden en richtlijnen van de NAA. Deze voorwaarden hebben vooral betrekking op auteurs- en verspreidingsrechten. Een andere bron van de verhalen zijn verschillende Usenet-groepen, waarbij alle soorten erotische verhalen welkom zijn, behalve gewone hetero-verhalen.

## Bescherming jeugd
De website gebruikt verschillende technieken en protocollen om ongewenst bezoek van minderjarigen te voorkomen. De site maakt gebruik van de volgende toegangscontrolesystemen: Cyber Patrol, NetNanny en CYBERsitter. Nifty onderschrijft de methodieken SafeSurf en ICRA Content Rating.